# Ulrich Küchl

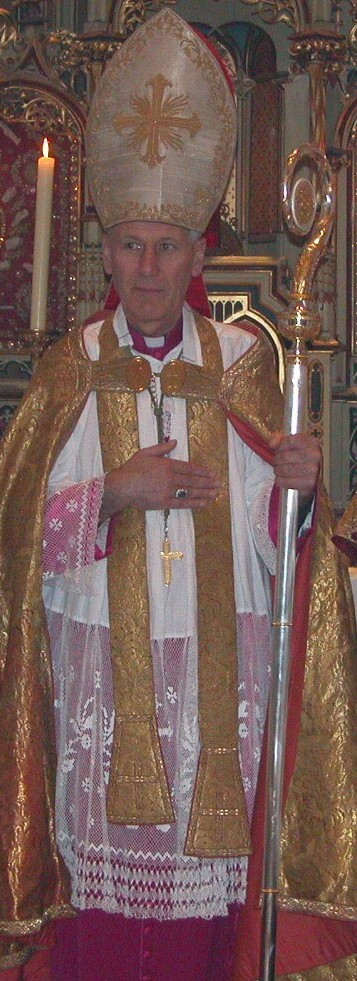
Propst Ulrich Küchl

Ulrich Küchl (* 22. November 1943 in Königsberg) ist ein österreichischer Komponist, römisch-katholischer Priester und war 46. Propst des Stiftes Eisgarn.

## Leben
Ulrich Küchl gelangte auf der Flucht vor der Roten Armee mit seiner Familie auf Umwegen nach Österreich. 1962 legte er in Waidhofen an der Ybbs die Matura ab. Von 1962 bis 1967 studierte er Katholische Theologie und Philosophie in Sankt Pölten. 1967 erfolgte die Weihe zum Priester. Von 1972 bis 1976 wirkte er als Pfarrer in Waldkirchen und Reibers.
1976 wurde Küchl im Alter von 33 Jahren vom damaligen Diözesanbischof Franz Žak zum Propst des Kollegiatstiftes Eisgarn ernannt und am 5. September 1976 feierlich installiert. Als Wahlspruch wählte er Futura inquirimus („Wir suchen das Zukünftige“), der dem Hebräerbrief (Hebr 13,14 ) entstammt.
Von 1976 bis 2008 betreute er als Pfarrer die Pfarreien Eisgarn und Eggern und auch einige Jahre zusätzlich die Pfarrei Reingers. Am 1. April 2009 legte Propst Ulrich Küchl die Leitung des Stiftes zurück.
Sein jüngerer Bruder ist der Violinist Rainer Küchl.

## Musikalisches Werk
Kirchenmusikalischen Studien absolvierte Küchl bei Prälat Walter Graf an der Diözesankirchenmusikschule St. Pölten sowie privat bei Gottfried von Einem. Seine Werke wurden aufgeführt beim Carinthischen Sommer, Internationale Chorakademie Krems sowie in der Tschechischen Republik, in der Slowakei, in Bulgarien, in Norwegen und in Japan. 
Eine langjährige Zusammenarbeit erfolgte mit dem Küchl-Quartett und mit verschiedenen anderen Künstlern, darunter die Sopranistinnen Anna Maria Pammer und Maria Höllerer, die Geigerin Birgit Kolar, der Cellist Franz Bartolomey, der Kontrabassist Michael Bladerer (Mitglied der Wiener Philharmoniker), der Pianisten Stephen Delaney sowie Ensembles Voces (Wien), sirene Operntheater u. a.
Der Chor Musica Viva Lainz brachte 2018 die Missa Mirabilis Deus für Solostimmen, Chor, Kammerorchester und Bläserensemble zur österreichischen Zweitaufführung.
Kantor (1), Chor (1, SATB), Pauke (1), Orgel (1) und Bläserensemble
Zu seinem Werk zählen bisher 52 Opera, darunter eine Kirchenoper, eine Operelle, Chorwerke, Liederzyklen, Kammermusik und Orchesterwerke.

## Mitgliedschaften
- Mitglied des Österreichischen Komponisten Bundes (ÖKB)
- Mitglied der Interessengemeinschaft Niederösterreichischer Komponisten (INÖK)
- Mitglied des Lazarusordens
- Mitglied der Landeskunde für Niederösterreich, u.a

## Auszeichnungen

### Weltliche Ehrungen
- 1993: Silberne Ehrenmedaille des Österreichischen Roten Kreuzes
- 1993: Ehrenring der Marktgemeinde Eggern
- 1998: Kulturpreis des Landes Niederösterreich
- 1999: Ehrenbürger der Marktgemeinde Eisgarn
- 2001: Großes Goldenes Ehrenzeichen für Verdienste um das Bundesland Niederösterreich
- 2002: Ehrenzeichen für Wissenschaft und Kultur der Marktgemeinde Eisgarn
- 2003: Verleihung des „Leopoldi Krugs“ vom Bundesland Niederösterreich

### Kirchliche Ehrungen
- 1996: Ernennung zum Kaplan Seiner Heiligkeit
- 1998–2004: Bischofsvikar für Kunst und Kultur in der Diözese St. Pölten
- 2001–2004: Regens des Priesterseminars St. Pölten
- 2003: Ernennung zum Ehrenprälaten Seiner Heiligkeit

## Causa St. Pölten
Von 2001 bis 2004 war Küchl Regens des Priesterseminars der Diözese St. Pölten. In die Schlagzeilen gerieten er und sein Stellvertreter als Regens, Wolfgang Rothe, infolge des sogenannten „Skandals von St. Pölten“, der das moralische Fehlverhalten einiger Seminaristen und das Führungsverhalten sowie (staatlich) legale homosexuelle Handlungen der Regenten zum Gegenstand hatte. In der weiteren Folge legte Küchl alle seine kirchlichen Ämter nieder. Die gegen ihn erhobenen Vorwürfe hat er bis heute stets bestritten.

## Publikationen
- Die soziale Lage der Hilfslehrer in den „Pfarrschulen“ des Dekanates Waidhofer/Thaya um 1840. In: Hippolytus NF 12/88. St. Pölten 1988.
- Die Raiffeisenkasse Eggern. Festschrift zur Einweihung des neuen Kassengebäudes, Heidenreichstein 1991.
- Jahre Bankstelle Eisgarn 1891–1991, Raiffeisenbank Oberes Waldviertel, Eisgarn 1991.
- Markterhebung und Wappenverleihung Eggern 1978, Eggern 1978.
- Festschrift, 600 Jahre Schule Eisgarn, Eisgarn 1993.
- Heimatbuch Eisgarn, Eisgarn 2010.
- Zur Dorfseelsorge im 19. Jahrhundert. In: Jahrbuch für Landeskunde von Niederösterreich. Neue Folge 80, 2014, S. 1–75.
- Pfarrer Josef Glanz – ein „Priesteroriginal“ der Diözese St. Pölten. In: Hippolytus NF 34, St. Pölten 2015, S. 96–112.
- Einige Notizen zum Sakrament der Weihe. In: Reinhard Dörner (Hrsg.): In der Welt aber nicht von der Welt. Kevelaer 2015, S. 88–104.
- Stephan Biedermann, Der vorletzte Stiftspropst von Eisgarn. In: Waldviertler Biographien. Band 4, Horn 2015, S. 351–381.